# Tarsectomie
Une tarsectomie peut désigner une opération de chirurgie orthopédique consistant en l'ablation d'un ou plusieurs fragments osseux du tarse (partie du squelette humain composée de sept petits os, située entre le métatarse et l'ensemble tibia-péroné). Le terme est aussi employé pour décrire une intervention chirurgicale d'ophtalmologie sur le palpébral.
Lorsqu'elle porte sur le tarse antérieur (ensemble du cuboïde, du scaphoïde et des os cunéiformes), cette opération vise le plus souvent à corriger une malformation de la voûte plantaire en particulier un pied creux très handicapant, afin de redonner une empreinte au sol satisfaisante pour une marche confortable. L'emplacement et la taille du fragment osseux à retirer est calculée pour que le pied retrouve un appui correct sur le sol. Cette opération nécessite une immobilisation plâtrée d'environ 45 jours, le malade pouvant normalement reprendre appui sur son pied aux alentours du 90e jour,
La tarsectomie du tarse postérieur (ensemble du calcanéum et de l'astragale) est une chirurgie d'exception devenue rare.
Lorsqu'elle s'applique à la chirurgie de l'œil et de ses annexes, la tarsectomie désigne une résection partielle du tarse palpébral, le plus souvent partie d'une chirurgie plus complexe.